# لیزرهای پالسی فوق کوتاه

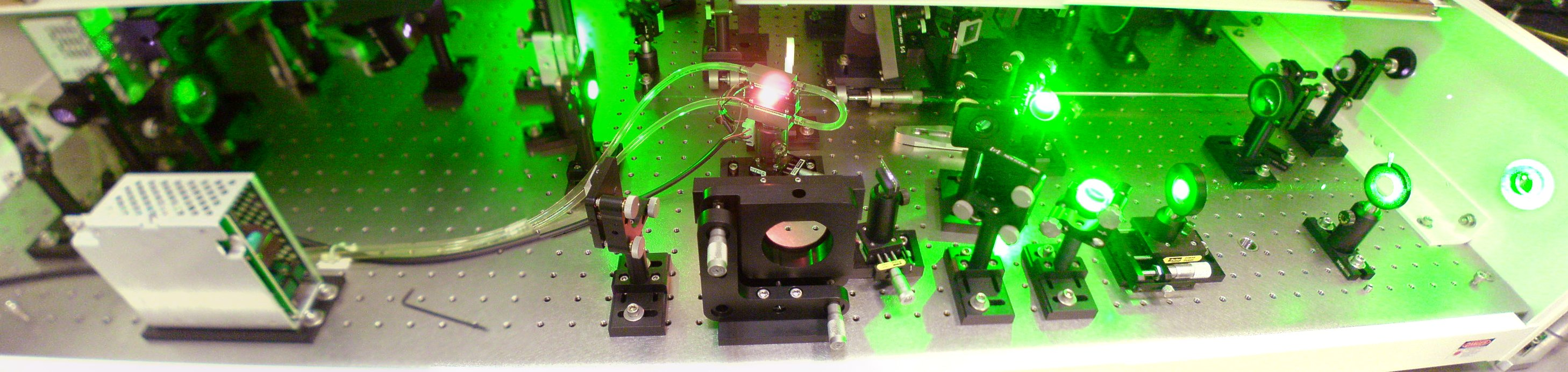
تصویری از لیزرهای پالسی فوق کوتاه

لیزرهای پالسی فوق کوتاه ((به انگلیسی: Ultrashort pulse laser)) لیزرهایی هستند که پالس‌هایی فوق کوتاه که به‌طور کلی طول پالس آن‌ها بین چند فمتوثانیه تا چند پیکوثانیه است را تولید می‌کنند؛ این لیزرها همچنین با نام لیزرهای فوق سریع نیز شناخته می‌شوند. از معروف‌ترین لیزرهای فوق کوتاه می‌توان به لیزرهای تیتانیوم سفایر و لیزرهای دای اشاره کرد.